# Trofarello
Trofarello (Trofarel in piemontese) è un comune italiano di 10 501 abitanti della città metropolitana di Torino in Piemonte.

## Origini del nome
La raccolta "Memorie storiche" (raccolte da A.B.B. di M. Chieri, 1907, M. Ghirardi) attribuisce l'origine del nome di Truffarello alla lingua celtica: i Celti, popoli nomadi, che effettivamente passarono per Trofarello, avrebbero voluto indicare con questo nome la fertilità e la gaiezza della sua terra.
Un'altra ipotesi fa derivare il nome di Trofarello da un trofeo innalzato a qualche condottiero vincitore.
Una terza ipotesi attribuisce la scelta del nome agli Arimanni, che forse ne furono i primi signori, incaricati da Carlo Magno di governare tutto il territorio circostante.

## Storia

### Primi insediamenti

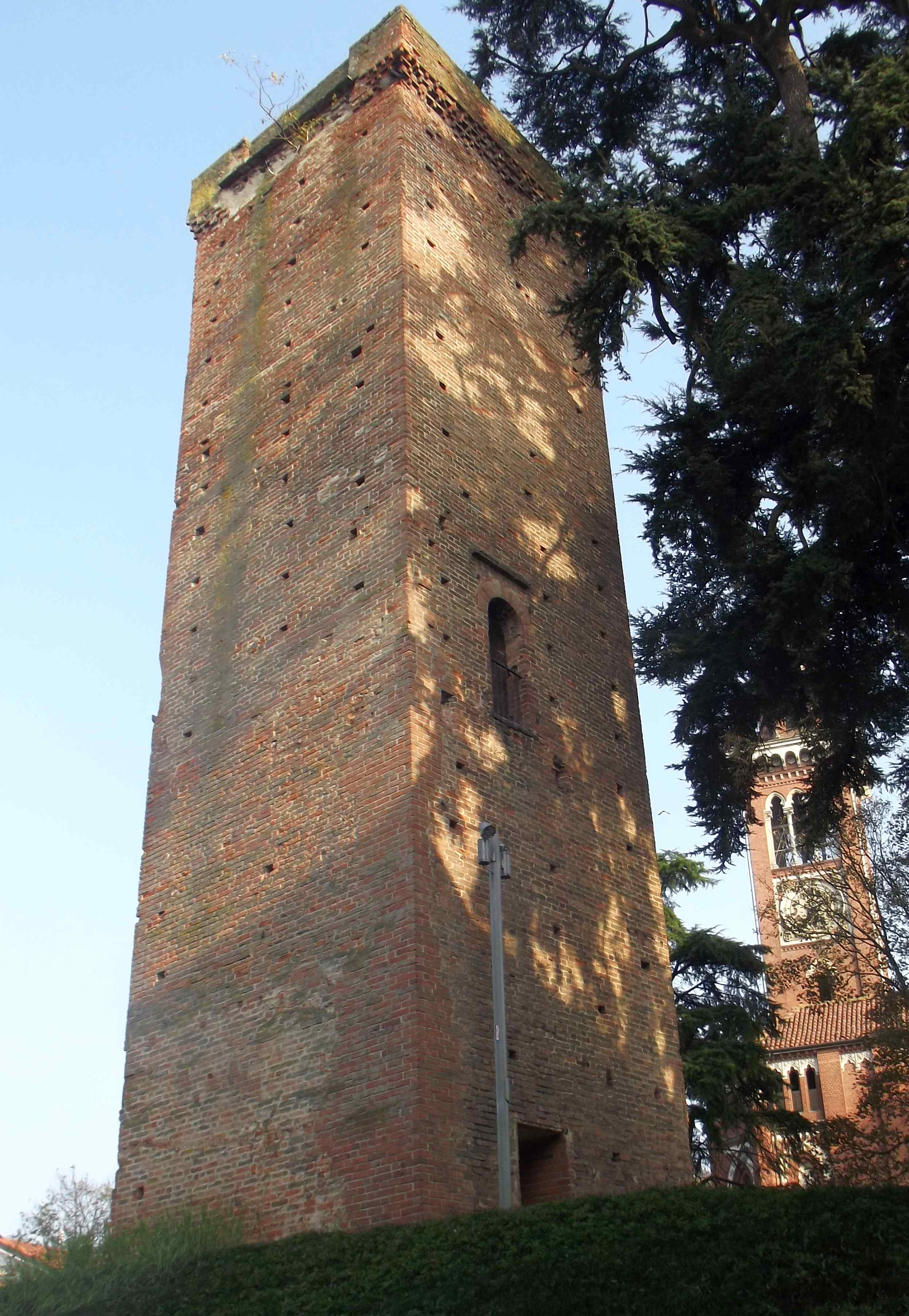
La torre medioevale

Nel periodo preistorico alle popolazioni localmente presenti si sovrapposero popolazioni di ceppo ligure e a queste, successivamente, popolazioni celtiche. Testimonianze della penetrazione dei Celti sono fornite da fibule bronzee del III secolo a.C., ritrovate nel territorio di Trofarello.
Una più estesa documentazione ha lasciato la presenza romana, che si è sviluppata in Piemonte a partire dal II secolo a.C. In varie località, infatti, sono state rinvenute fondazioni e laterizi romani. Nel territorio di Trofarello, in particolare nei pressi della località Madonna di Celle, sono stati rinvenuti pezzi di capitelli e colonne.
Risultano poi testimonianze del periodo successivo alla caduta dell'Impero romano d'Occidente, del IV e del V secolo, quando il Piemonte fu percorso da truppe composte in gran parte da formazioni germaniche, quali Unni, Goti e Vandali, che certo furono presenti anche in questi luoghi.
Sono stati inoltre trovati reperti circa la presenza di tribù o guarnigioni longobarde.

### Dal XIII secolo ai giorni nostri
Nella suddivisione amministrativa introdotta dai Longobardi, Trofarello fu feudo tenuto dalla famiglia Guaggoni o Vangioni, poi Vagnone, Conti e Signori di Trofarello e Celle.
Il documento più antico di cui si conserva traccia, ove si fa cenno a Trofarello come a una unità territoriale fisica specifica, risale al 1228, cioè all'epoca di Federico II, nipote del Barbarossa; in esso si fa atto di donazione del Contado di Celle ai Signori di Revigliasco e di Trofarello: appunto i Vagnone.
Il dato che valorizzò il Contado fu la funzione di posto difeso, di sosta e di rifornimento che esso svolse lungo la via di comunicazione tra Genova e la Francia.
Trofarello seguì poi da vicino tutte le vicende storiche che coinvolsero le città di Chieri e Testona e rispetto a questi non si è distinto per particolari avvenimenti.
Il borgo di Trofarello è stato raggiunto dalla prima ferrovia del Piemonte nel 1848. La linea Torino-Trofarello costituiva il primo tratto della linea Torino-Genova. Trofarello è stata per alcuni mesi il capolinea dell'unico treno nel Regno di Sardegna, fino al prolungamento fino ad Asti avvenuto l'anno seguente. Il completamento dell'intera linea fino a Genova è avvenuto nel 1853.
Nel 1878 Trofarello è diventato snodo per la linea Trofarello-Chieri, per mezzo della quale i chieresi si recano tuttora a Torino.
La linea a vapore passante per Trofarello è stata precocemente elettrificata tra il 1921 e il 1922 con corrente alternata trifase. I trafori genovesi erano stati già elettrificati tra il 1911 e il 1914 per risolvere il drammatico problema dei fumi tossici in galleria, provocati dalle locomotive alimentate a carbone. Con l'elettrificazione di tutta la linea si poteva finalmente percorrerla per intero con locomotive elettriche, evitando di cambiarle nello snodo di Ronco Scrivia, prima di entrare nelle gallerie di valico verso Genova. L'attuale elettrificazione a 3000 V in corrente continua è stata installata nel 1961, quando l'intero snodo di Torino è stato ammodernato.
Nel 1956, il territorio di Trofarello crebbe a seguito dell'aggregazione al comune della frazione di Valle Sauglio, distaccatasi da Pecetto.

### Simboli
Lo stemma di Trofarello è d’argento, alla croce di rosso accantonata da quattro teste di moro bendate e affrontate.

## Monumenti e luoghi d'interesse
- Il Castello di Rivera
- Il Castello Vagnone

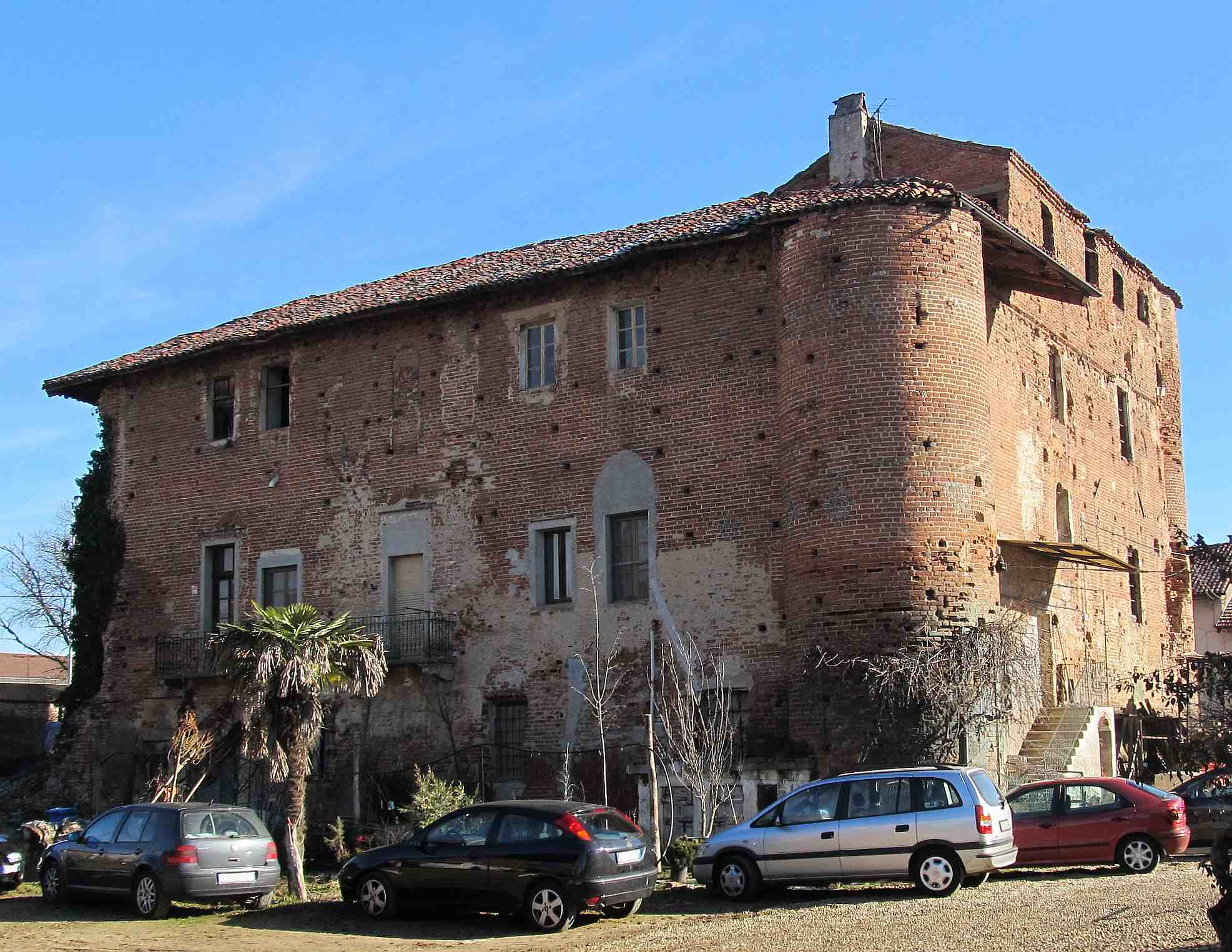
Il castello di Rivera

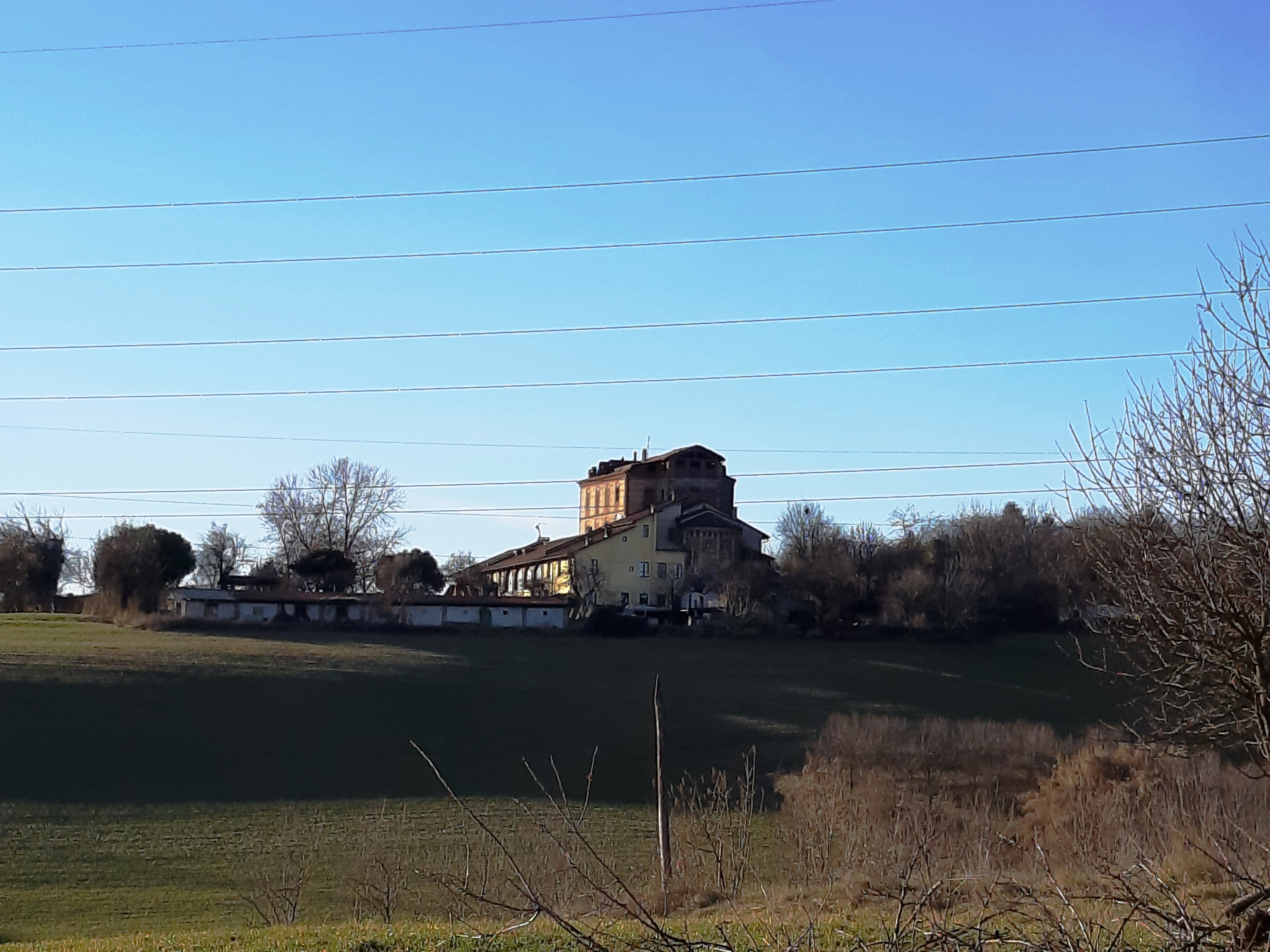
Veduta di San Pietro di Celle

- La parrocchiale dei Santi Quirico e Giulitta, esempio tardivo di architettura neogotica
- La Chiesetta di San Giuseppe
- La Chiesa di Santa Croce
- La torre medioevale, parte del complesso del Castello Vagnone
- La Chiesa di Santa Maria di Celle, con l'effigie della Madonna Nera
- Chiesa di San Pietro di Celle, databile all'anno mille, ora molto rimaneggiata e inserita in una civile abitazione a uso cascina agricola [5]

## Società

### Evoluzione demografica
Negli ultimi sessant'anni, a partire dall'anno 1961, la popolazione residente è raddoppiata.
- dal 2001 al 2009 Comuni Italiani

Abitanti censiti

## Cultura

### Biblioteche
A Trofarello è presente la biblioteca Lelio Basso.

## Economia
Nel comune di Trofarello fu attiva dal 1845 fino al 1988 la fabbrica di fiammiferi e cerini della ditta Francesco Lavaggi & figlio spa. Alla fine degli anni '80 la produzione fu trasferita altrove. Oggi solamente gli uffici amministrativi rimangono a Trofarello.

## Geografia antropica
La zona di cui fa parte l'abitato di Trofarello è situata sulla fascia marginale della pianura e sui primi pendii del sistema collinare torinese e, facendo parte del Monferrato -che costituì da sempre un luogo di transito per le comunicazioni lungo la pianura e tra la pianura e la collina-, si trovò inserita nell'immensa rete viaria romana.
Per essa transitavano i percorsi dal nodo di Piacenza per Tortona, Asti, Torino e il Monginevro e che portavano alla Gallia.
La zona doveva essere particolarmente esposta alle correnti dei mari preistorici che hanno preceduto la formazione della Pianura Padana. Ancora oggi abbiamo le antiche diciture dei luoghi che ricordano il mare, quel mare che nel tempo si è allontanato: Sabbioni, Arena, Cascina del Pesce , Giairetti, Rigonfi, Bocchetto, Borgata Rivera.
Man mano che il mare si ritirava, la pianura fertile si estendeva. Le colline che prima formavano isole emergenti divennero luoghi stanziali dei primi animali e successivamente delle prime popolazioni neolitiche.

## Infrastrutture e trasporti

### Ferrovie e tranvie
Trofarello è servita da una stazione ferroviaria posta sul tratto comune alle linee Torino-Genova e Torino-Savona. Dalla stazione si diparte anche la linea per Chieri
Tra il 1881 e il 1949 Trofarello fu servita dalla tranvia Torino-Moncalieri-Poirino. Attualmente è collegata con Torino tramite le linee 45 e 45/ gestite da GTT.

## Amministrazione

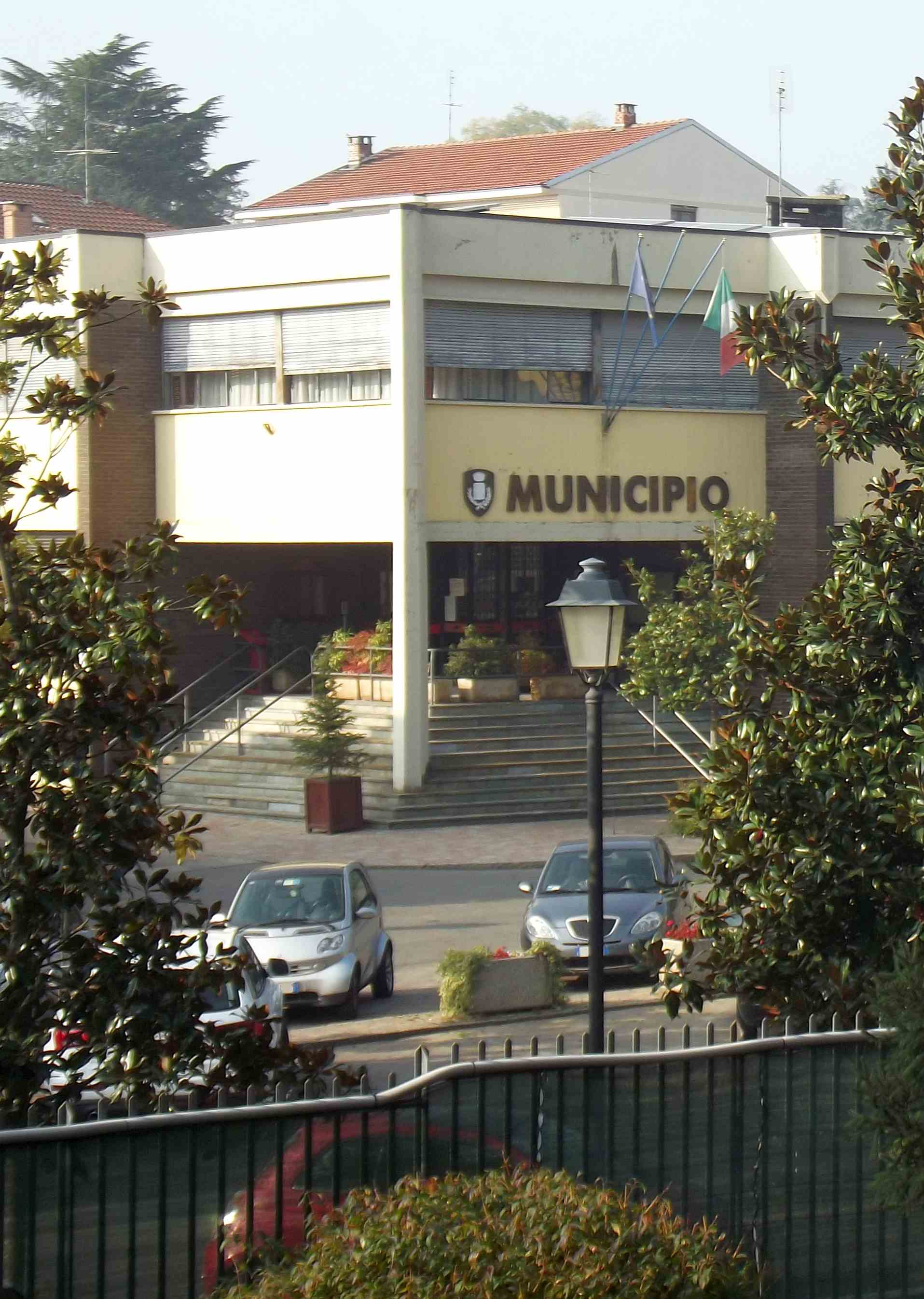
Il Municipio

| Periodo | Periodo   | Primo cittadino    | Partito                      | Carica  | Note |
| ------- | --------- | ------------------ | ---------------------------- | ------- | ---- |
| 1988    | 1990      | Luciano Turato     | Democrazia Cristiana         | Sindaco |      |
| 1990    | 1993      | Elio Zenatti       | PSI                          | Sindaco |      |
| 1993    | 2001      | Adriana Cortassa   | centro-sinistra-lista civica | Sindaco |      |
| 2001    | 2006      | Maurizio Tomeo     | centro-destra-lista civica   | Sindaco |      |
| 2006    | 2011      | Maurizio Tomeo     | centro-destra-lista civica   | Sindaco |      |
| 2011    | 2016      | Gian Franco Visca  | centro-destra-lista civica   | Sindaco |      |
| 2016    | 2021      | Gian Franco Visca  | centro-destra-lista civica   | Sindaco |      |
| 2021    | in carica | Stefano Napoletano | centro-destra-lista civica   | Sindaco |      |

### Gemellaggi
- Le Teil, dal 1972
- Raunheim, dal 1986

## Nella letteratura
Trofarello viene menzionato nel romanzo Il compagno di Cesare Pavese. Nel settimo capitolo, il protagonista del romanzo, Pablo, è in viaggio in camion da Torino verso Casale. Il viaggio inizia con la nebbia ed il guidatore, Milo, dice a Pablo che lo farà guidare una volta trovato il sereno. Trovato il sole a Trofarello, Pablo prende il volante. 
"A Trofarello c'era il sole. Presi il volante". 

## Sport

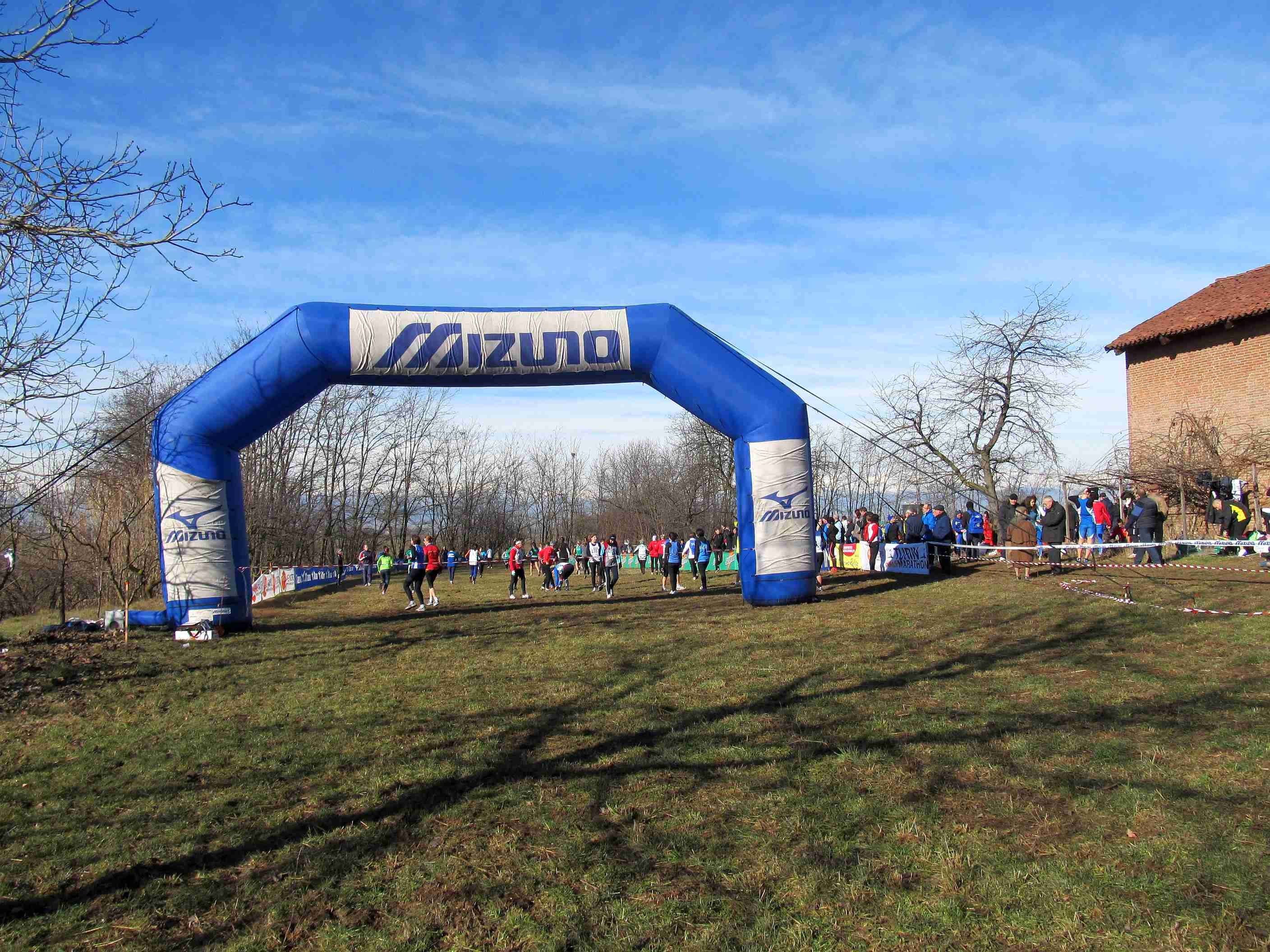
Cross di Trofarello: edizione 2013 in frazione Rivera

Ha sede nel comune la società Trofarello Calcio, che ha disputato campionati dilettantistici regionali.
Si svolge annualmente nel Comune il Trofeo Zurletti, una competizione di corsa campestre. La gara, giunta nel 2019 alla sua 40ª edizione, viene organizzata dalla società Atletica Alpini Trofarello.

### Impianti sportivi
Lo stadio di calcio è intitolato a Valentino Mazzola.